# Kuiu Island
Kuiu Island ist eine im Südosten von Alaska (Panhandle) gelegene Insel des Alexanderarchipels im  Pazifischen Ozean. Die Insel ist etwa 1936 km² groß, 105 km lang und an ihrer breitesten Stelle etwa 37 km breit. Die Insel ist durch die Chatham Strait von Chichagof Island, Baranof Island und Admiralty Island getrennt.
An der Südspitze der Insel befindet sich der Cape-Decision-Leuchtturm.
Die gesamte Insel ist Teil des Tongass National Forest.